# Lisozima

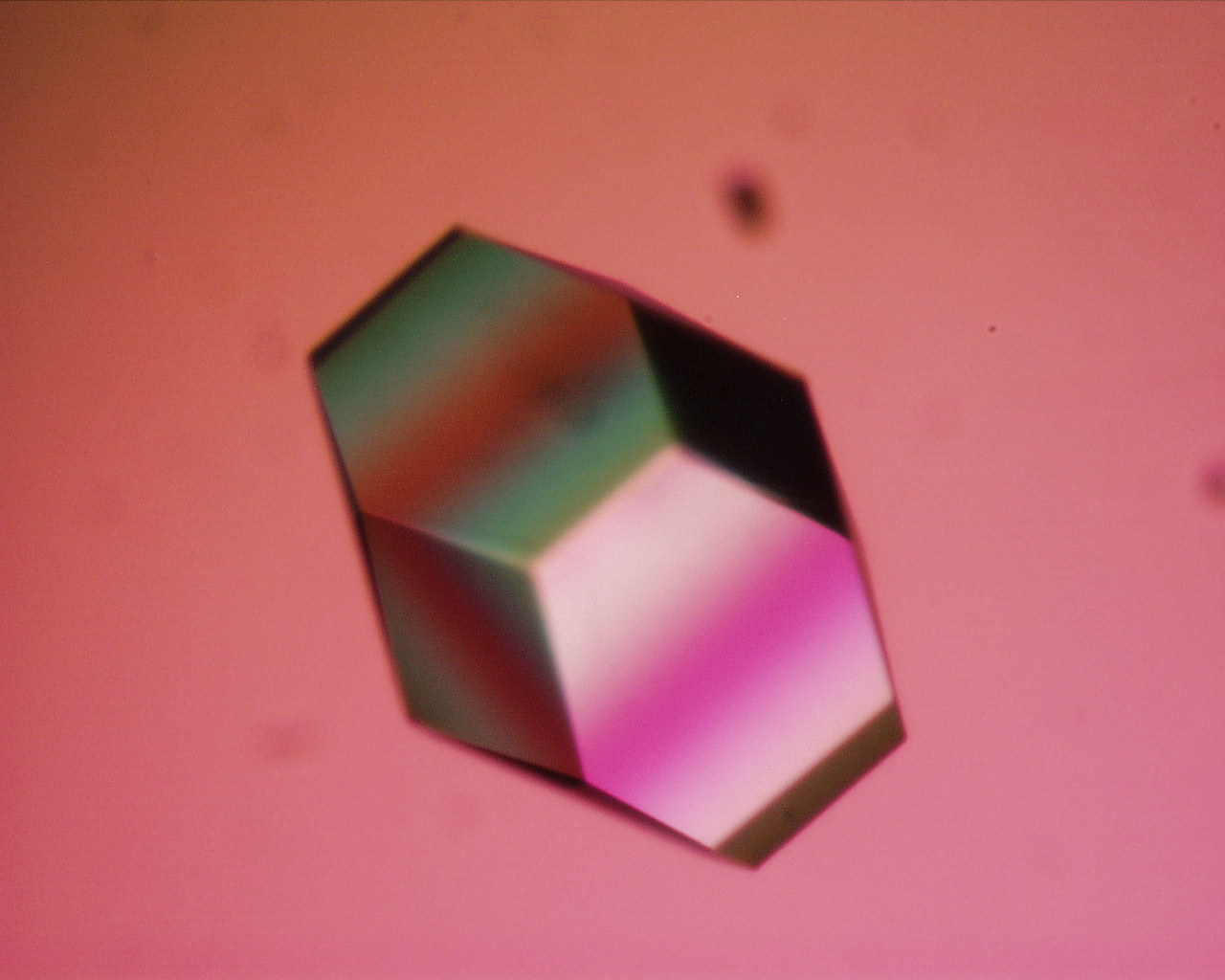
Un cristallo di lisozima

Il lisozima è un enzima di 14,4 kilodalton presente in tessuti animali dotato di attività battericida. Lede la parete batterica di alcuni batteri (Gram +) catalizzando l'idrolisi del legame beta 1,4 tra l'acido N-acetilmuramico (NAM) e la N-acetilglucosamina (NAG) che sono la componente principale del peptidoglicano.
È abbondantemente presente in numerose secrezioni animali, comprese quelle umane, come le lacrime (fanno eccezione quelle dei bovini). Si trova in concentrazioni elevate anche nell'albume d'uovo. Il lisozima, legandosi alla superficie batterica, ne riduce la carica elettrica negativa superficiale, rendendo più facile la fagocitosi del batterio, prima che intervengano le opsonine del sistema immunitario.

## Storia
Il lisozima fu descritto la prima volta nel 1922 da Alexander Fleming, un batteriologo scozzese, scopritore della penicillina. Scoprì il lisozima quasi per caso durante le sue ricerche atte a individuare nuovi farmaci antibiotici. Un giorno, mentre aveva un forte raffreddore, aggiunse una goccia del suo muco a una coltura batterica e con suo gran stupore notò che i batteri di lì a poco morirono. Aveva di fatto scoperto una delle nostre difese naturali contro le infezioni. L'intento di Fleming era quello di trovare nuovi farmaci, ma il lisozima non è utilizzabile come medicinale in quanto è una molecola troppo grande per muoversi tra le cellule e può essere applicato solo localmente, poiché non può diffondersi per tutto il corpo. Inoltre fu scoraggiato dal fatto che il lisozima non aveva alcun effetto sui tipi di batteri più pericolosi.
Nel 1947 Rodolfo Ferrari e Carlo Callerio microbiologo, fondatori della SPA Società Prodotti Antibiotici, furono tra i primi italiani a produrre il lisozima in compresse e iniettabile.
La struttura della molecola è stata successivamente descritta da David Chilton Phillips nel 1965, che riuscì a ottenerne un'immagine con una risoluzione di 2 Å. Il suo lavoro svolto su questo enzima lo portò successivamente a spiegare come l'attività catalitica degli enzimi sia correlata con la loro struttura. Attualmente il lisozima estratto dall'albume d'uovo viene spesso utilizzato come conservante/coadiuvante dall'industria alimentare nella produzioni di vini, birre e formaggi.

## Struttura
Il lisozima è un piccolo enzima costituito da 129 aminoacidi ed è una glicosidasi. Ha una struttura costituita da due domini: un dominio è essenzialmente composto da alfa-eliche, l'altro è costituito da un foglietto beta antiparallelo e da due alfa-eliche. La configurazione tridimensionale della molecola è mantenuta dalla presenza di 3 ponti disolfuro, due localizzati nel dominio ad alfa-elica e uno in quello a foglietto beta, e nella sua parte interna si hanno pochi residui polari. Non ha gruppi prostetici, ovvero parti non polipeptidiche.

## Meccanismo d'azione
Le modalità con cui il lisozima opera la catalisi non sono del tutto note con certezza. Essendo una glicosidasi rompe il ponte ossigeno (legame glicosidico) che unisce il C1 del NAM al C4 del NAG. Da studi effettuati con un inibitore competitivo del lisozima come il tri NAG (polimero di NAG) si è ipotizzato che nella tasca del legame con il substrato possano essere alloggiati sei residui saccaridici in sei differenti siti denominati A, B, C, D, E e F. Di questi residui uno, il residuo D, assume una struttura distorta per adattarsi alla fessura dell'enzima.
La ricerca si è quindi spostata sui gruppi catalitici vicini al legame glicosidico che unisce il residuo D al residuo E che è quello che viene rotto. I soli residui catalitici in prossimità di tale regione sono l'acido aspartico 52 (Asp 52) e l'acido glutammico 35 (Glu 35). L'Asp 52 è in una parte relativamente polare dell'enzima ed è quindi nella forma ionizzata mentre il Glu 35 è in una parte idrofobica della molecola enzimatica ed è nella forma protonata.
Quando il gruppo carbossilico del Glu 35 attacca il legame glicosidico donando un protone (H+) all'atomo di ossigeno tra i residui D ed E si ha la rottura del legame con la formazione di un carbocatione sul C1 di D. Questo carbocatione è un intermedio ed è stabilizzato dalla carica negativa di Asp 52 fino a quando la Glu 35 non catalizza il trasferimento di uno ione idrossido dall'acqua del mezzo al C1 del residuo D. La velocità della catalisi è massima a pH 5.
Il lisozima è presente nel latte equino (cavalla e asina). In questi sono disponibili informazioni relative a peso molecolare e sequenza: probabilmente si tratta della stessa proteina (percentuale di identità delle sequenze superiore al 96%), di peso molecolare 14.500 circa, della quale sono state osservate diverse varianti genetiche (Herrouin et al, 2000). A livello quantitativo, i dati disponibili sembrano piuttosto
limitati: Hatzipanagiotou et al. (1998), attraverso misure di attività, hanno verificato variazioni quantitative nel corso della lattazione; secondo Greppi et al. (1996) il latte di cavalla contiene maggiori quantità di lisozima (0.99 g/L) rispetto al latte di asina (0.76 g/L); secondo quanto riportato da Solaroli et al. (1993) per il latte di cavalla, la concentrazione presenta ampie variazioni (tra 0,4 e 1 g/L). Secondo Faccia et al. (2001) che ha studiato la quantità di lisozima nelle razze Murgese e TPR e nell'asino di Martina Franca sembra che il Murgese presenti valori leggermente superiori sia al TPR sia all'asino (0,52 contro 0,50 g/L). Altri autori hanno riscontrato nel latte d'asina quantità di lisozima compresi fra 1,0 e 1,4 g/l, cioè superiori al latte di cavalla.